# Società Sportiva Salernitanaudax 1924-1925
Questa pagina raccoglie i dati riguardanti la Società Sportiva Salernitanaudax nelle competizioni ufficiali della stagione 1924-1925.

## Stagione

Un incontro fuori casa col Savoia di Torre Annunziata (giocato sul neutro di Napoli)

Nuovo presidente della società è Carmine Caiafa, nuovo allenatore è il tedesco Willy Kargus, già attaccante del club nella precedente stagione, stavolta svolge il doppio ruolo di allenatore e giocatore. La squadra conclude il girone a 0 punti, ma riesce a salvarsi battendo, nello spareggio salvezza, lo Stabia (3-1 in casa ed 1-1 in trasferta). Questa vittoria servirà a poco: infatti si avrà una riforma dei campionati, e la squadra sarà destinata alla retrocessione. In ogni caso nella successiva stagione la Salernitanaudax non si iscriverà al campionato, terminando così la propria attività. Due stagioni dopo (Seconda Divisione 1927-1928) rinascerà la Salernitana.

## Divise
La Salernitana, dopo la fusione con l'Audax adottò come colori sociali il celeste e il nero a strisce verticali (derivante dal bianco-celeste della Salernitana e il bianco-nero dell'Audax). Tuttavia la Salernitanaudax, oltre a quella celeste-nero, scendeva in campo anche con altre uniformi: ad esempio, secondo alcune fonti, i calciatori del club campano vestirono anche il bianco-celeste già della Salernitana, oltre al rosso-nero a strisce verticali e al bianco-rosso a strisce orizzontali.
Quanto segue è un esempio di uniformi attribuite alla Salernitanaudax, come sopra descritto.
| Manica sinistra · Manica sinistra · Maglietta · Maglietta · Manica destra · Manica destra · Pantaloncini · Calzettoni · Calzettoni | Manica sinistra · Manica sinistra · Maglietta · Maglietta · Manica destra · Manica destra · Pantaloncini · Calzettoni · Calzettoni | Manica sinistra · Manica sinistra · Maglietta · Maglietta · Manica destra · Manica destra · Pantaloncini · Calzettoni · Calzettoni | Manica sinistra · Manica sinistra · Maglietta · Maglietta · Manica destra · Manica destra · Pantaloncini · Calzettoni |

## Organigramma societario
Fonte:
Area direttiva
- Presidente: Carmine Caiafa
- Segretario: Franz Moscati

Area tecnica
- Allenatore: Mario Belloni[1]

## Rosa
Fonte
| N. |                   | Ruolo | Calciatore        |
| -- | ----------------- | ----- | ----------------- |
|    | Italia (bandiera) | P     | Gennaro Finizio   |
|    | Italia (bandiera) | D     | Matteo Apicella   |
|    | Italia (bandiera) | D     | Ettore Bianchetti |
|    | Italia (bandiera) | D     | Donzelli          |
|    | Italia (bandiera) | D     | Vincenzo Gallo    |
|    | Italia (bandiera) | D     | Luca Giordano     |
|    | Italia (bandiera) | D     | Mario Novella     |
|    | Italia (bandiera) | D     | Luigi Reggè       |
|    | Italia (bandiera) | D     | Giuseppe Remondi  |
|    | Italia (bandiera) | D     | Giulio Vincenzi   |
|    | Italia (bandiera) | C     | Amilcare Basso    |
|    | Italia (bandiera) | C     | Ernesto Galli     |
|    | Italia (bandiera) | C     | Gravano           |

| N. |                     | Ruolo | Calciatore        |
| -- | ------------------- | ----- | ----------------- |
|    | Italia (bandiera)   | C     | Ignazio Mandelli  |
|    | Italia (bandiera)   | C     | Arduino Marchetti |
|    | Italia (bandiera)   | C     | Ugo Vernieri      |
|    | Italia (bandiera)   | A     | Mario Adinolfi    |
|    | Italia (bandiera)   | A     | Nicola Aliberti   |
|    | Italia (bandiera)   | A     | Giuseppe Barone   |
|    | Italia (bandiera)   | A     | Vittorio Florio   |
|    | Germania (bandiera) | A     | Willy Kargus      |
|    | Italia (bandiera)   | A     | Luigi Mimmo       |
|    | Italia (bandiera)   | A     | Umaschini         |
|    | Italia (bandiera)   | A     | Claudio Nicola    |
|    | Italia (bandiera)   | A     | Rocco             |
|    | Italia (bandiera)   | A     | Giuseppe Russo    |

## Calciomercato
| Acquisti | Acquisti          | Acquisti | Acquisti |
| R.       | Nome              | da       | Modalità |
| -------- | ----------------- | -------- | -------- |
| D        | Ettore Bianchetti |          |          |
| D        | Donzelli          |          |          |
| D        | Vincenzo Gallo    |          |          |
| D        | Mario Novella     |          |          |
| D        | Luigi Reggè       |          |          |
| D        | Giuseppe Remondi  |          |          |
| D        | Giulio Vincenzi   |          |          |
| C        | Amilcare Basso    |          |          |
| C        | Ernesto Galli     |          |          |
| C        | Gravano           |          |          |
| C        | Arduino Marchetti |          |          |
| A        | Giuseppe Barone   |          |          |
| A        | Vittorio Florio   |          |          |
| A        | Luigi Mimmo       |          |          |
| A        | Claudio Nicola    |          |          |
| A        | Rocco             |          |          |
| A        | Umaschini         |          |          |

| Cessioni | Cessioni            | Cessioni | Cessioni |
| R.       | Nome                | a        | Modalità |
| -------- | ------------------- | -------- | -------- |
| P        | Luigi Naddeo        |          |          |
| P        | Gennaro Pepe        |          |          |
| D        | Mario Capone        |          |          |
| D        | Mario Clarizia      |          |          |
| D        | Gerardo Conforti    |          |          |
| D        | Mario De Simone     |          |          |
| D        | Nisi                |          |          |
| D        | Vincenzo Ragone     |          |          |
| D        | Giuseppe Trotta     |          |          |
| C        | Nicola Villani      |          |          |
| A        | Raimondo D'Auria    |          |          |
| A        | E. Diodato          |          |          |
| A        | Vincenzo Salvi      |          |          |
| A        | Senatore II         |          |          |
| A        | Matteo Senatore     |          |          |
| A        | Giuseppe Sanfilippo |          |          |

## Risultati

### Prima Divisione

#### Girone di andata
| Cava de' Tirreni 7 dicembre 1924 1ª giornata             | Cavese    | 3 – 0 referto | Salernitanaudax |  |
| \| \| \| \| \| Stejskal 28’, 43’, 57’ \| Marcatori \| \| |           |               |                 |  |
|                                                          |           |               |                 |  |
| Stejskal 28’, 43’, 57’                                   | Marcatori |               |                 |  |

| Napoli 14 dicembre 1924 2ª giornata                           | Internaples | 3 – 0 referto | Salernitanaudax | Stadio Militare dell'Arenaccia |
| \| \| \| \| \| Blount 39’ Valente 58’, 73’ \| Marcatori \| \| |             |               |                 |                                |
|                                                               |             |               |                 |                                |
| Blount 39’ Valente 58’, 73’                                   | Marcatori   |               |                 |                                |

| Napoli 18 gennaio 1925 3ª giornata                | Savoia    | 2 – 0 Rinviata referto | Salernitanaudax |  |
| \| \| \| \| \| Bobbio 14’, 31’ \| Marcatori \| \| |           |                        |                 |  |
|                                                   |           |                        |                 |  |
| Bobbio 14’, 31’                                   | Marcatori |                        |                 |  |

#### Girone di ritorno
| Salerno 25 gennaio 1925 4ª giornata | Salernitanaudax | 0 – 2 A tavolino referto | Cavese | Campo di Piazza d'Armi |

| Salerno 15 febbraio 1925 5ª giornata         | Salernitanaudax | 0 – 1 referto | Internaples | Campo di Piazza d'Armi |
| \| \| \| \| \| \| Marcatori \| 33’ Blount \| |                 |               |             |                        |
|                                              |                 |               |             |                        |
|                                              | Marcatori       | 33’ Blount    |             |                        |

| Salerno 1º marzo 1925 6ª giornata                                              | Salernitanaudax | 1 – 3 Rinviata referto      | Savoia | Campo di Piazza d'Armi |
| \| \| \| \| \| Kargus 1’ (rig.) \| Marcatori \| 44’ Bobbio 67’, 79’ Ghisi I \| |                 |                             |        |                        |
|                                                                                |                 |                             |        |                        |
| Kargus 1’ (rig.)                                                               | Marcatori       | 44’ Bobbio 67’, 79’ Ghisi I |        |                        |

#### Spareggio salvezza
| Salerno 24 maggio 1925 Andata                                                        | Salernitanaudax | 3 – 1 referto  | Stabia | Campo di Piazza d'Armi |
| \| \| \| \| \| Barone 49’ Marchetti 50’ Nicola 80’ \| Marcatori \| 51’ De Martino \| |                 |                |        |                        |
|                                                                                      |                 |                |        |                        |
| Barone 49’ Marchetti 50’ Nicola 80’                                                  | Marcatori       | 51’ De Martino |        |                        |

| Castellammare di Stabia 31 maggio 1925 Ritorno           | Stabia    | 1 – 1 referto | Salernitanaudax |  |
| \| \| \| \| \| Ferrero 25’ \| Marcatori \| 80’ Kargus \| |           |               |                 |  |
|                                                          |           |               |                 |  |
| Ferrero 25’                                              | Marcatori | 80’ Kargus    |                 |  |

### Coppa A.G. Nocerina
| Salerno 19 ottobre 1924                                             | Salernitanaudax | 3 – 1 referto | Savoia | Campo di Piazza d'Armi |
| \| \| \| \| \| Kargus ??’, ??’, ??’ \| Marcatori \| ??’ Vitiello \| |                 |               |        |                        |
|                                                                     |                 |               |        |                        |
| Kargus ??’, ??’, ??’                                                | Marcatori       | ??’ Vitiello  |        |                        |

| Salerno 2 novembre 1924                                           | Salernitanaudax | 3 – 2 referto | Internaples | Campo di Piazza d'Armi |
| \| \| \| \| \| ??? ??’ ??? ??’ ??? ??’ \| Marcatori \| ??’ ??? \| |                 |               |             |                        |
|                                                                   |                 |               |             |                        |
| ??? ??’ ??? ??’ ??? ??’                                           | Marcatori       | ??’ ???       |             |                        |

## Statistiche

### Statistiche di squadra
| Competizione        | Punti | In casa | In casa | In casa | In casa | In casa | In casa | In trasferta | In trasferta | In trasferta | In trasferta | In trasferta | In trasferta | Totale | Totale | Totale | Totale | Totale | Totale | DR  |
| Competizione        | Punti | G       | V       | N       | P       | Gf      | Gs      | G            | V            | N            | P            | Gf           | Gs           | G      | V      | N      | P      | Gf     | Gs     | DR  |
| ------------------- | ----- | ------- | ------- | ------- | ------- | ------- | ------- | ------------ | ------------ | ------------ | ------------ | ------------ | ------------ | ------ | ------ | ------ | ------ | ------ | ------ | --- |
| Prima Divisione     | 0     | 3       | 0       | 0       | 3       | 1       | 6       | 3            | 0            | 0            | 3            | 0            | 8            | 6      | 0      | 0      | 6      | 1      | 14     | −13 |
| Spareggio Salvezza  | -     | 1       | 1       | 0       | 0       | 3       | 1       | 1            | 0            | 1            | 0            | 1            | 1            | 2      | 1      | 1      | 0      | 4      | 2      | +2  |
| Coppa A.G. Nocerina | -     | 2       | 2       | 0       | 0       | 6       | 3       | 0            | 0            | 0            | 0            | 0            | 0            | 2      | 2      | 0      | 0      | 6      | 3      | +3  |
| Totale              | -     | 6       | 3       | 0       | 3       | 10      | 10      | 4            | 0            | 1            | 3            | 1            | 9            | 10     | 3      | 1      | 6      | 11     | 19     | −8  |

### Andamento in campionato
| Giornata  | 1 | 2 | 3 | 4 | 5 | 6 |
| --------- | - | - | - | - | - | - |
| Luogo     | T | T | T | C | C | C |
| Risultato | P | P | P | P | P | P |

Legenda:

Luogo: C = Casa; T = Trasferta. Risultato: V = Vittoria; N = Pareggio; P = Sconfitta.

### Statistiche dei giocatori
| Giocatore     | Prima Divisione | Prima Divisione | Coppa A.G. Nocerina | Coppa A.G. Nocerina | Totale   | Totale |
| Giocatore     | Presenze        | Reti            | Presenze            | Reti                | Presenze | Reti   |
| ------------- | --------------- | --------------- | ------------------- | ------------------- | -------- | ------ |
| M. Adinolfi   | 3               | 0               | ?                   | ?                   | 3+       | 0+     |
| N. Aliberti   | 2               | 0               | ?                   | ?                   | 2+       | 0+     |
| M. Apicella   | 8               | 0               | ?                   | ?                   | 8+       | 0+     |
| G. Barone     | 6               | 1               | ?                   | ?                   | 6+       | 1+     |
| A. Basso      | 2               | 0               | ?                   | ?                   | 2+       | 0+     |
| E. Bianchetti | 0               | 0               | ?                   | ?                   | 0+       | 0+     |
| Donzelli      | 2               | 0               | ?                   | ?                   | 2+       | 0+     |
| G. Finizio    | 8               | -16             | ?                   | -?                  | 8+       | -16+   |
| V. Florio     | 5               | 0               | ?                   | ?                   | 5+       | 0+     |
| E. Galli      | 0               | 0               | ?                   | ?                   | 0+       | 0+     |
| V. Gallo      | 2               | 0               | ?                   | ?                   | 2+       | 0+     |
| L. Giordano   | 6               | 0               | ?                   | ?                   | 6+       | 0+     |
| Gravano       | 3               | 0               | ?                   | ?                   | 3+       | 0+     |
| W. Kargus     | 8               | 2               | ?                   | ?                   | 8+       | 2+     |
| I. Mandelli   | 0               | 0               | ?                   | ?                   | 0+       | 0+     |
| A. Marchetti  | 2               | 1               | ?                   | ?                   | 2+       | 1+     |
| L. Mimmo      | 1               | 0               | ?                   | ?                   | 1+       | 0+     |
| M. Novella    | 4               | 0               | ?                   | ?                   | 4+       | 0+     |
| C. Nicola     | 2               | 1               | ?                   | ?                   | 2+       | 1+     |
| L. Reggè      | 3               | 0               | ?                   | ?                   | 3+       | 0+     |
| G. Remondi    | 2               | 0               | ?                   | ?                   | 2+       | 0+     |
| Rocco         | 1               | 0               | ?                   | ?                   | 1+       | 0+     |
| G. Russo      | 1               | 0               | ?                   | ?                   | 1+       | 0+     |
| Umaschini     | 3               | 0               | ?                   | ?                   | 3+       | 0+     |
| U. Vernieri   | 5               | 0               | ?                   | ?                   | 5+       | 0+     |
| G. Vincenzi   | 3               | 0               | ?                   | ?                   | 3+       | 0+     |